# Bulbophyllum centrosemiflorum
Bulbophyllum centrosemiflorum är en orkidéart som beskrevs av Johannes Jacobus Smith. Bulbophyllum centrosemiflorum ingår i släktet Bulbophyllum och familjen orkidéer. Inga underarter finns listade i Catalogue of Life.